# Alfonso La Marmora
Alfonso Ferrero La Marmora,  född 17 november 1804 i Turin, död 5 januari 1878 i Florens, var en italiensk markis, militär och politiker.
La Marmora blev 1823 artillerilöjtnant i sardinska armén och 1845 major. Under 1848–49 års fälttåg mot österrikarna förde han i början två batterier och utmärkte sig i synnerhet vid Pastrengo (30 april 1848), där han genom en lyckad rörelse i fiendens rygg avgjorde segern. Han utnämndes till brigadgeneral (1848), generallöjtnant och krigsminister (1849). Han reorganiserade med stor skicklighet och kraft Sardiniens här. 
Då Camillo di Cavour hösten 1852 kallades att bilda en ny ministär, behöll han i den nya regeringen La Marmora som krigsminister. "Utan honom", yttrade Cavour då, "skulle jag ej kunna vara minister". Sedan Cavour 29 januari 1855 avslutat alliansfördraget med västmakterna, avtalade La Marmora i Paris närmare bestämmelser och tog därefter själv befälet över den 17 000 man starka sardinska kår, som inskeppades i Genua och om våren landsteg i Balaklava på Krim. I spetsen för de sardinska trupperna utmärkte sig La Marmora i striden vid Tjernaja. 
Efter freden 1856 blev La Marmora åter krigsminister och tillhörde Cavours ministär till utbrottet av 1859 års krig mot österrikarna. Efter kriget blev han åter för någon tid krigsminister, sändes i början av 1861 som ambassadör till Berlin och Sankt Petersburg, var en kort tid överbefälhavare för andra armékåren (i Milano) och utnämndes i oktober 1861 till prefekt i Neapel. 
I september 1864 blev La Marmora kungariket Italiens konseljpresident och utrikesminister och uppställde då som sitt mål att begagna sig av alla tillfällen att åt Italien vinna Venedig. Detta strävande ledde till den preussisk-italienska alliansen 1866 och det krig med Österrike, som åter kallade honom från statsmannavärven till slagfältet. I juni 1866 blev Bettino Ricasoli konseljpresident, och La Marmora tog befälet över armén, men förlorade 24 juni slaget vid Custoza. Tack vare Preussens segrar vann Italien icke dess mindre Venedig. 
Med undantag av ett par tillfälliga beskickningar 1867 och några månaders ståthållarskap i Rom (oktober 1870 till januari 1871) deltog La Marmora därefter ej aktivt i det politiska livet. Men 1873 utgav han en skrift, Un poco pindi luce, om det italiensk-preussiska förbundet och de militära och politiska händelserna 1866, vars officiella dokument ställde Otto von Bismarcks politik i mörk dager. I Preussen väckte dessa avslöjanden en storm av ovilja. Till självförsvar publicerade han 1877 åt en ny skrift, I segreti di Stato nel governo costituzionale (Statshemligheter i en konstitutionell stat). Näst Camillo di Cavour och Giuseppe Garibaldi var La Marmora Viktor Emanuel II:s förnämsta medhjälpare vid enandet av Italien.